# Грифель
Гри́фель (нім. Griffel) — паличка (стрижень) з грифельного сланцю (різновиди глинистого сланцю) для писання на дошках з аспідного сланцю (т. зв. грифельні дошки).
Також грифелем називають стрижень олівця.

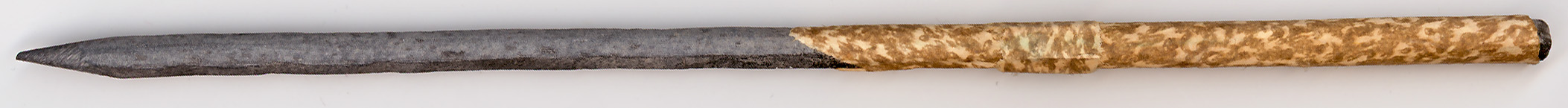
Грифель